# Suh Sui Cho
Suh Sui Cho (chinesisch 薛緒初; * 1922 in Shanghai ; † 23. Februar 2008 in Kanada) war ein Tischtennisspieler aus Hongkong, der in den 1950er Jahren mehrmals die Asienmeisterschaft gewann.

## Werdegang
Suh Sui Cho wurde 1952 und 1956 für die Weltmeisterschaft nominiert. Dabei gewann er 1952 mit der Mannschaft aus Hongkong die Bronzemedaille.
Bei den Asienmeisterschaften gewann er insgesamt fünf Titel. Am erfolgreichsten schnitt er 1952 ab, als er im Einzel, Doppel mit Fu Chi Fong und im Teamwettbewerb Erster wurde und im Mixed mit Bao Guio Wong Bik Yiu das Endspiel erreichte. 1954 siegte er mit der Mannschaft, 1957 im Mixed mit Bao Guio Wong Bik Yiu.
In der ITTF-Weltrangliste wurde Suh Sui Cho im Oktober 1952 auf Platz zehn geführt. Nach 1957 trat er international nicht mehr in Erscheinung.

## Turnierergebnisse
| Verband | Veranstaltung           | Jahr | Ort      | Land | Einzel    | Doppel    | Mixed     | Team |
| ------- | ----------------------- | ---- | -------- | ---- | --------- | --------- | --------- | ---- |
| HKG     | Asienmeisterschaft TTFA | 1957 | Manila   | PHI  |           |           | Gold      |      |
| HKG     | Asienmeisterschaft TTFA | 1954 | Singapur | SIN  |           |           |           | 1    |
| HKG     | Asienmeisterschaft TTFA | 1953 | Tokio    | JPN  | letzte 16 |           |           |      |
| HKG     | Asienmeisterschaft TTFA | 1952 | Singapur | SIN  | Gold      | Gold      | Silber    | 1    |
| HKG     | Weltmeisterschaft       | 1956 | Tokio    | JPN  | letzte 64 | letzte 32 | letzte 64 | 7    |
| HKG     | Weltmeisterschaft       | 1952 | Bombay   | IND  | letzte 16 | letzte 16 | letzte 16 | 3    |